# Ștefan Ciosici
Doru Ștefan Ciosici (Timișoara, 12 ottobre 1976) è un ex cestista rumeno, professionista in Italia.

## Carriera
Con la Politehnica Elba Timișoara, squadra della sua città natale, debutta in prima squadra e riesce anche a fare il suo esordio in campo continentale nella Coppa Korać 1994-1995 all'età di 17 anni.
Nel 1995, con l'ingresso al Lafayette College, vola negli Stati Uniti per giocare a pallacanestro e studiare. Al suo terzo anno nell'ateneo, una stagione da 17 punti e 7,9 rimbalzi di media gli vale il riconoscimento di giocatore dell'anno della Patriot League 1997-1998. Prima dell'inizio della stagione seguente, subisce un grave infortunio al legamento crociato anteriore ed è costretto a rimanere fuori causa per l'intero anno sportivo, dovendo saltare anche la partecipazione al torneo NCAA, a cui il Lafayette College non si qualificava dal 1957. Ristabilitosi, aiuta l'ateneo a vincere la Patriot League del 2000 (venendo nominato MVP del torneo finale) e di qualificarsi quindi nuovamente al torneo NCAA di quell'anno, dove arriva però un'eliminazione al primo turno contro Temple University.
Nel settembre del 2000 viene ingaggiato dal Basket Rimini con lo status di comunitario. Nella Serie A1 2000-2001 scende in campo in 18 occasioni, intervallate da due mesi di stop tra gennaio e marzo, con un contributo medio pari a 6,1 punti e 5,3 rimbalzi in 18,8 minuti a gara. A fine anno la squadra retrocede. Ciosici rimane in rosa e inizia il campionato di Legadue 2001-2002, ma nel mese di dicembre si ferma per via di alcuni problemi a un ginocchio e da quel momento non viene più utilizzato, chiudendo di fatto la stagione con 15 presenze, 5,9 punti e 5,6 punti in 15 minuti di utilizzo medio. A seguito di questa parentesi, lascia la pallacanestro per intraprendere altre attività lavorative.

## Palmarès
- Patriot League Basketball Rookie of the Year (1995)
- Patriot League Basketball First Team All League (1997)
- Patriot League Basketball Player of the Year (1997)
- Patriot League Basketball Tournament MVP (1999)
- Patriot League Basketball Champion (1999)